# Carlo Odescalchi
Carlo Odescalchi (Roma, 5 marzo 1785 – Modena, 17 agosto 1841) è stato un cardinale e arcivescovo cattolico italiano.

## Biografia
Di nobile famiglia romana di origine comasca, figlio di Baldassarre Odescalchi, III principe Odescalchi e Valeria Caterina Giustiniani, studiò in patria e in Ungheria, dove trovò rifugio con la famiglia all'epoca dell'occupazione francese di Roma. Nel 1809 conseguì il dottorato in utroque iure.
Fu ordinato presbitero il 31 dicembre 1808 e fin dal 1814 cercò di entrare nella Compagnia di Gesù, ma dovette inizialmente rinunciare per l'opposizione della sua famiglia. Il 7 giugno 1818 fu accettato nei gesuiti con la clausola in tempore opportuno che rimandava il suo ingresso nella Compagnia a tempi più favorevoli.
Papa Pio VII lo elevò al rango di cardinale nel concistoro del 10 marzo 1823 e contemporaneamente lo elesse arcivescovo di Ferrara. Nello stesso anno, il 16 maggio ricevette il titolo dei Santi XII Apostoli e il 25 maggio fu consacrato vescovo.
Partecipò ai tre conclavi che elessero i papi Leone XII, Pio VIII e Gregorio XVI.
Nel 1825 in qualità di legato aprì la porta santa della Basilica di San Giovanni in Laterano.
Dal 1832 divenne arciprete della basilica liberiana, l'anno successivo optò per l'ordine dei cardinali vescovi e ottenne la sede suburbicaria di Sabina.
Nel 1834 fu nominato cardinale vicario per la città di Roma.
Nell'ottobre del 1837 presentò a papa Gregorio XVI le dimissioni da tutti i suoi incarichi per entrare nella Compagnia di Gesù, ma ebbe un rifiuto. Tuttavia, l'anno successivo il Papa nominò una commissione di cardinali per studiare il caso delle dimissioni di Carlo Odescalchi e i cardinali diedero responso favorevole. Il 21 novembre presentò le dimissioni dal cardinalato e dalla sede suburbicaria di Sabina, che furono accettate il 30 novembre.
Il 2 gennaio 1840 poté finalmente emettere la professione religiosa ed entrare nella Compagnia di Gesù, per cui svolse un'attività missionaria e di predicazione nel Nord Italia.
Morì il 17 agosto 1841 all'età di 56 anni in odore di santità. È attualmente aperto il suo processo di beatificazione.

## Genealogia episcopale e successione apostolica
La genealogia episcopale è:
- Cardinale Scipione Rebiba
- Cardinale Giulio Antonio Santori
- Cardinale Girolamo Bernerio, O.P.
- Arcivescovo Galeazzo Sanvitale
- Cardinale Ludovico Ludovisi
- Cardinale Luigi Caetani
- Cardinale Ulderico Carpegna
- Cardinale Paluzzo Paluzzi Altieri degli Albertoni
- Papa Benedetto XIII
- Papa Benedetto XIV
- Papa Clemente XIII
- Cardinale Marcantonio Colonna
- Cardinale Giacinto Sigismondo Gerdil, B.
- Cardinale Giulio Maria della Somaglia
- Cardinale Carlo Odescalchi, S.I.

La successione apostolica è:
- Vescovo Pietro Lepore (1827)
- Vescovo Sebastiano Maggi (1827)
- Vescovo Filippo Martuscelli (1827)
- Cardinale Gabriele Ferretti (1827)
- Vescovo Angelico Lorenzo Nicolas Méstria, O.F.M.Cap. (1828)
- Cardinale Costantino Patrizi Naro (1828)
- Vescovo Matteo Franco, C.P.O. (1829)
- Vescovo Michele Lanzetta (1829)
- Vescovo Michele Bombini (1829)
- Vescovo Donat Nicholas Vincenzo Zaccaria Boccardo, O.F.M.Cap. (1829)
- Vescovo Giuseppe-Maria de Letto (1829)
- Vescovo Carlo Gritti Morlacchi (1831)
- Vescovo Francisco Pablo Vásquez Bizcaíno y Sánchez (1831)
- Vescovo Giovanni-Benedetto Folicaldi (1832)
- Vescovo Luigi Carsidoni (1832)
- Vescovo Francesco Maria Barzellotti (1832)
- Vescovo Tommaso Antonio Gigli, O.F.M.Conv. (1832)
- Arcivescovo Francesco Gentilini (1832)
- Vescovo Charles-Joseph-Eugène de Mazenod, O.M.I. (1832)
- Arcivescovo Domenico Genovesi (1832)
- Cardinale Gaetano Baluffi (1833)
- Arcivescovo Vincenzo Andrea Grande (1834)
- Arcivescovo Lorenzo Pontillo (1834)
- Vescovo Carlo Romanò (1834)
- Vescovo Francesco Strani (1834)
- Vescovo Filippo de' Conti Curoli (1834)
- Vescovo Gioacchino Tamburini (1834)
- Vescovo Francesco de' Marchesi Canali (1834)
- Vescovo Giovanni Battista Rossi (1834)
- Vescovo Joaquín Fernández de Madrid y Canal (1834)
- Vescovo Luigi Maria Perrone, C.O. (1834)
- Vescovo Attilio Fiascaini (1834)
- Arcivescovo Antonio Di Macco (1835)
- Vescovo Giovanni Battista Bellé (1835)
- Vescovo Vincenzo Rozzolino (1835)
- Vescovo Mariano Brasca Bartocci (1836)
- Arcivescovo Pietro di Benedetto (1836)
- Arcivescovo Giuseppe Maria Mazzetti, O.Carm. (1836)
- Vescovo Giuseppe Riccardi (1836)
- Cardinale Fabio Maria Asquini (1837)
- Vescovo Gaetano Balletti (1838)
- Vescovo Michelangelo Pieramico (1838)
- Arcivescovo Giovanni de' Conti Sabbioni (1838)
- Vescovo Luigi Reggianini (1838)
- Arcivescovo Giosuè Maria Saggese, C.SS.R. (1838)

## Ascendenza
|                                                 |                                                       |                                               | Genitori                                                    |  |  | Nonni |  |  | Bisnonni                                      |  |  | Trisnonni                                              |  |
|                                                 |                                                       |                                               |                                                             |  |  |       |  |  | Baldassarre Odescalchi, I principe Odescalchi |  |  | Antonio Maria Erba-Odescalchi, I marchese di Mondonico |  |
|                                                 |                                                       |                                               |                                                             |  |  |       |  |  | Baldassarre Odescalchi, I principe Odescalchi |  |  | Antonio Maria Erba-Odescalchi, I marchese di Mondonico |  |
|                                                 |                                                       | Teresa Turconi                                |                                                             |  |  |       |  |  | Baldassarre Odescalchi, I principe Odescalchi |  |  |                                                        |  |
| Livio Odescalchi, II principe Odescalchi        |                                                       |                                               |                                                             |  |  |       |  |  | Baldassarre Odescalchi, I principe Odescalchi |  |  |                                                        |  |
|                                                 |                                                       | Eleonora Maddalena Borghese                   | Marcantonio III Borghese, III principe di Sulmona           |  |  |       |  |  |                                               |  |  |                                                        |  |
|                                                 |                                                       | Eleonora Maddalena Borghese                   | Marcantonio III Borghese, III principe di Sulmona           |  |  |       |  |  |                                               |  |  |                                                        |  |
|                                                 |                                                       | Eleonora Maddalena Borghese                   | Livia Spinola                                               |  |  |       |  |  |                                               |  |  |                                                        |  |
| Baldassarre Odescalchi, III principe Odescalchi |                                                       | Eleonora Maddalena Borghese                   |                                                             |  |  |       |  |  |                                               |  |  |                                                        |  |
|                                                 |                                                       | Filippo Corsini, II principe di Sismano       | Bartolomeo Corsini, I principe di Sismano                   |  |  |       |  |  |                                               |  |  |                                                        |  |
|                                                 |                                                       | Filippo Corsini, II principe di Sismano       | Bartolomeo Corsini, I principe di Sismano                   |  |  |       |  |  |                                               |  |  |                                                        |  |
|                                                 |                                                       | Filippo Corsini, II principe di Sismano       | Vittoria Altoviti                                           |  |  |       |  |  |                                               |  |  |                                                        |  |
| Maria Vittoria Corsini                          |                                                       | Filippo Corsini, II principe di Sismano       |                                                             |  |  |       |  |  |                                               |  |  |                                                        |  |
|                                                 |                                                       | Ottavia Strozzi                               | Lorenzo Francesco Strozzi, I principe di Forano             |  |  |       |  |  |                                               |  |  |                                                        |  |
|                                                 |                                                       | Ottavia Strozzi                               | Lorenzo Francesco Strozzi, I principe di Forano             |  |  |       |  |  |                                               |  |  |                                                        |  |
|                                                 |                                                       | Ottavia Strozzi                               | Teresa Strozzi di Bagnolo                                   |  |  |       |  |  |                                               |  |  |                                                        |  |
| Innocenzo Odescalchi, IV principe Odescalchi    |                                                       | Ottavia Strozzi                               |                                                             |  |  |       |  |  |                                               |  |  |                                                        |  |
|                                                 | Girolamo Vincenzo Giustiniani, IV principe di Bassano | Vincenzo Giustiniani, III principe di Bassano |                                                             |  |  |       |  |  |                                               |  |  |                                                        |  |
|                                                 | Girolamo Vincenzo Giustiniani, IV principe di Bassano | Vincenzo Giustiniani, III principe di Bassano |                                                             |  |  |       |  |  |                                               |  |  |                                                        |  |
|                                                 | Girolamo Vincenzo Giustiniani, IV principe di Bassano | Costanza Boncompagni                          |                                                             |  |  |       |  |  |                                               |  |  |                                                        |  |
| Benedetto II Giustiniani, V principe di Bassano | Girolamo Vincenzo Giustiniani, IV principe di Bassano |                                               |                                                             |  |  |       |  |  |                                               |  |  |                                                        |  |
|                                                 |                                                       | Maria Angelica Ruspoli                        | Francesco Maria Marescotti Ruspoli, I principe di Cerveteri |  |  |       |  |  |                                               |  |  |                                                        |  |
|                                                 |                                                       | Maria Angelica Ruspoli                        | Francesco Maria Marescotti Ruspoli, I principe di Cerveteri |  |  |       |  |  |                                               |  |  |                                                        |  |
|                                                 |                                                       | Maria Angelica Ruspoli                        | Isabella Cesi                                               |  |  |       |  |  |                                               |  |  |                                                        |  |
| Caterina Valeria Giustiniani                    |                                                       | Maria Angelica Ruspoli                        |                                                             |  |  |       |  |  |                                               |  |  |                                                        |  |
|                                                 |                                                       | James Joseph O'Mahony, conte Mahony           | Daniel O'Mahony, conte Mahony                               |  |  |       |  |  |                                               |  |  |                                                        |  |
|                                                 |                                                       | James Joseph O'Mahony, conte Mahony           | Daniel O'Mahony, conte Mahony                               |  |  |       |  |  |                                               |  |  |                                                        |  |
|                                                 |                                                       | James Joseph O'Mahony, conte Mahony           | Cecilia Weld                                                |  |  |       |  |  |                                               |  |  |                                                        |  |
| Cecilia Carlotta Francisca Anna Mahony          |                                                       | James Joseph O'Mahony, conte Mahony           |                                                             |  |  |       |  |  |                                               |  |  |                                                        |  |
|                                                 |                                                       | Anne Clifford                                 | Thomas Clifford                                             |  |  |       |  |  |                                               |  |  |                                                        |  |
|                                                 |                                                       | Anne Clifford                                 | Thomas Clifford                                             |  |  |       |  |  |                                               |  |  |                                                        |  |
|                                                 |                                                       | Anne Clifford                                 | Charlotte Maria Radclyffe, III contessa di Newburgh         |  |  |       |  |  |                                               |  |  |                                                        |  |
|                                                 |                                                       | Anne Clifford                                 |                                                             |  |  |       |  |  |                                               |  |  |                                                        |  |